# Carla Serena
 (juin 2019).
Si vous disposez d'ouvrages ou d'articles de référence ou si vous connaissez des sites web de qualité traitant du thème abordé ici, merci de compléter l'article en donnant les références utiles à sa vérifiabilité et en les liant à la section « Notes et références ».
Carla Serena nom de plume de Carolina Hartog Mergentheim, née en 1820 ou 1824 selon les sources à Anvers, et morte en 1884 à Athènes, est une exploratrice et écrivaine belge. 
Elle consacre sa vie à voyager et réaliser des études géographiques qui lui servent de base à la rédaction de ses œuvres. Elle sera comparée plus tard à des exploratrices de l'envergure d'Ida Pfeiffer.

## Biographie

### Jeunesse
Caroline Hartog naît en 1820 selon Gallica ou 1824 selon  d'autres sources  comme l'encyclopédie italienne ; elle épouse très jeune le vénitien Leon Serena, acquérant la nationalité italienne, et part avec lui vivre en Angleterre.

### Premiers grands voyages et écrits
À la suite d’une grave maladie, les médecins lui ordonnent de quitter les brouillards de la Tamise, et elle commence à explorer le monde en 1873, à l’âge de 53 ans. Sa première destination est Vienne, où elle se concentre principalement sur l’Exposition Universelle qu’elle décrira plus tard de façon remarquable dans ses Lettres d’Autriche ; ces écrits sont conservés par l’empereur François-Joseph Ier d'Autriche qui les inclut dans sa bibliothèque particulière.
En 1874, elle s’installe à Stockholm où le roi Oscar II lui offre une protection spéciale, établissant un itinéraire passant par la Suède et la Norvège dans lequel Serena acquiert nombre de lettres de recommandation. Le résultat de ces étapes est l’écriture de ses Lettres Scandinaves, qui lui rapportent la médaille d’or Litteris et Artibus décernée par la Maison Royale de Suède.

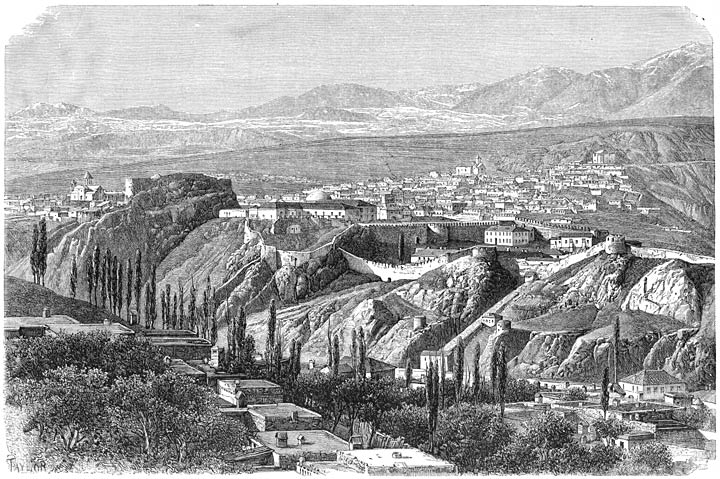
Akhaltsikhé, en Géorgie. Illustration de Carla Serena, 1887.

Ses voyages se poursuivent alors en Égypte, Syrie, Turquie, Terre Sainte, Liban et Grèce, où elle est nommée membre honoraire du Syllogus, une association pour l’éducation des femmes. Elle écrit alors ses Lettres Helléniques. Elle part ensuite pour le Caucase, où elle demeure durant deux ans pour étudier les tribus les plus cachées de la mer Caspienne et de la mer Noire. En 1877, elle se retrouve au milieu de la guerre russo-turque, dans laquelle ses nombreux actes de courage lui vaudront les remerciements d’Alexandre II et du Grand Duc Michel Mikhaïlovitch de Russie.
Après la guerre, Serena tombe malade, ce qui l’empêche de rentrer dans son pays et l’oblige à se diriger vers la Perse. Une fois là-bas, elle passe l’hiver à Téhéran en raison de la neige, avant de repartir vers la côte Caspienne et la Volga. Elle entre ensuite sur les terres des Kalmouks, où elle est accueillie par le Grand Lama qui la reçoit dans sa demeure et lui octroie sa bénédiction, lui permettant de reprendre son voyage vers Moscou.
Elle se dirige finalement vers Vienne et Paris, où tant la société de géographie Parisienne que Viennoise la nomment correspondante. C’est la première fois qu’une Société de Géographie concède un tel honneur à une femme. Elle continue son voyage à Lisbonne où elle reçoit une invitation au Congrès anthropologique afin que la société espagnole puisse entendre les récits de la voyageuse.

### Conférence internationale de Madrid
Le 21 décembre 1880, Serena, qui est journaliste pour Le Petit Journal de Paris, en présence du président Cánovas del Castillo et de son vice-président, donne une conférence dans un français parfait sur les peuples de la région transcaucasienne et leurs coutumes. Ladite conférence dure environ une heure et demie et est interrompue à plusieurs reprises par les applaudissements de l’assistance. Elle remercie particulièrement les nombreuses femmes présentes dans le public, dont la présence « a donné plus de brillance et de solennité à cette réunion ». À la conférence, Cánovas affirme : « Como fiel intérprete de los sentimientos del público, que tantos y merecidos aplausos acaba de prodigarle, me complazco en reconocer que su talento, ingenio y erudición igualan a la singular energía y entusiasmo que la llevaron a recorrer países lejanos por el noble afán de estudiar en el propio terreno la vida y curiosas costumbres de los pueblos y tribus del Cáucaso. » — « En tant qu’interprète fidèle des sentiments du public, qui lui ont valu tant d’applaudissements mérités, je suis ravi de reconnaître que son talent, son ingéniosité et son érudition son égaux à l'énergie singulière et à l'enthousiasme qui l'ont amenée à voyager dans des pays lointains pour le noble désir d'étudier sur le terrain même la vie et les curieuses coutumes des peuples et des tribus du Caucase ».

### Édition de ses œuvres
En 1880, Serena est présentée au rédacteur en chef du journal La France, qui recommande ses histoires à la maison Hachette où on lui demande de sélectionner ses meilleurs récits de voyage pour les publier. De plus, les éditeurs Charpentier et Dreyfous publient ses plus grandes œuvres, notamment Une Européenne en Perse, Hommes et choses en Perse, Mon Voyage : souvenirs personnels, Seule dans les Steppes ou De la Baltique à la mer Caspienne.

### Mort
Carla Serena meurt à Athènes en 1884.

## Principales publications
- Lettres autrichiennes, Vienne, 1873.
- Lettres scandinaves, Stockholm, 1874.
- Mon voyage : souvenirs personnels, Paris, M. Dreyfous, 1881[1].
- Hommes et choses en Perse, Paris, G. Charpentier, 1883[1].
- Seule dans les steppes : épisodes de mon voyage aux pays des Kalmoucks et des Kirghiz, Paris, G. Charpentier, 1883[1].
- Une Européenne en Perse[1], Paris, M. Dreyfous, 1890.
- De la Baltique à la mer Caspienne[1], Paris, 1875.

## Hommages
En 1882, alors que l'exploratrice est de retour en Italie, le roi Humbert Ier d'Italie, pour la remercier de ses travaux, fait frapper une médaille d'or à son effigie, avec l'inscription « A Carla Serena, benemerita degli studj etnografici, esploratrice corragiosa delle regioni Caucasee. » — qui peut être traduite par : « À Carla Serena, méritante pour les études ethnographiques, exploratrice courageuse des régions du Caucase ».
D’après le journal espagnol La Palma, un journal parisien offrit ce dernier hommage à la voyageuse italienne après son décès : « Que la terre lui soit légère et qu’elle continue à voyager dans l’autre monde, de par les planètes voisines à la nôtre, Mars ou Vénus, où nous la reverrons certainement un jour, sa canne de voyageur à la main » — « Que la tierra le sea ligera y que continúe viajando por el otro mundo, por los planetas hermanos del nuestro, por Marte o por Venus, donde volveremos a verla seguramente algún día con su bastón de viajera en la mano. »
Le poète Victor Hugo lui écrivit une dédicace pour le premier tome de son livre Mon voyage, souvenirs personnels : De la Baltique à la mer Caspienne, sous forme de recommandation pour les lecteurs et de félicitation à l’auteure elle-même : « 3 août, 1880, Paris. Vos récits, madame, m’ont singulièrement intéressé. Parmi les voyageuses utiles et vaillantes de ce siècle, une voyageuse sera comptée ; ce sera vous. L’avenir vous rendra l’hommage que je vous rends aujourd’hui ».